# Stazione di Pianzano
La stazione di Pianzano è una fermata ferroviaria di superficie di tipo passante, della linea ferroviaria Venezia – Udine. Serve la località di Pianzano, frazione del comune di Godega di Sant'Urbano.

## Storia
La stazione venne aperta all'esercizio il 1º maggio 1855 quando venne aperto il tratto ferroviario che collegava la stazione di Treviso con la stazione di Pordenone provenendo da Venezia.

## Movimento
La stazione è servita da treni regionali svolti da Trenitalia nell'ambito del contratto di servizio stipulato con le Regioni interessate.